# Riccardo Ciervo
Riccardo Ciervo (Latina, 1º aprile 2002) è un calciatore italiano, attaccante del Cesena in prestito dal Sassuolo.

## Caratteristiche tecniche
Di ruolo ala, è abile nella profondità e nell’uno contro uno, e può giocare sia a destra che a sinistra grazie alla capacità di usare bene entrambi i piedi.

## Carriera

### Club

#### Roma e prestito alla Sampdoria
Cresciuto nel settore giovanile della Roma, il 31 agosto 2021 viene ceduto in prestito alla Sampdoria per tutta la durata della stagione. Fa il suo esordio fra i professionisti il 23 settembre seguente, in occasione dell'incontro di Serie A perso 0-4 contro il Napoli. Il 16 dicembre successivo, invece, gioca la sua prima gara da titolare, partecipando alla partita di Coppa Italia contro il Torino: nell'occasione, un suo assist per la rete di Valerio Verre chiude l'incontro sul risultato di 2-1 per i blucerchiati.
Il 28 gennaio 2022, dopo aver collezionato 12 presenze in tutto con la Samp, ritorna alla Roma.

#### Sassuolo e vari prestiti
Nello stesso giorno che torna nella società giallorossa, viene ceduto Sassuolo in prestito con obbligo di riscatto.
Dopo non aver collezionato alcuna presenza con la maglia dei neroverdi nella seconda metà della stagione, il 4 luglio viene ceduto in prestito secco al Frosinone, in Serie B.
Il 27 gennaio 2023 viene risolto il prestito con il Frosinone, con il giocatore che fa così ritorno alla società neroverde con cinque mesi d'anticipo. Lo stesso giorno, viene ceduto nuovamente in prestito, sempre in Serie B, al Venezia.
Il 14 luglio 2023 viene ceduto ancora una volta in prestito, stavolta al Südtirol, sempre in Serie B.Il 1ºottobre segna la sua prima rete in serie B firmando il momentaneo vantaggio in casa del Palermo, nella partita poi persa per 2-1.
Il 6 luglio 2024 viene ceduto in prestito per una stagione al Cosenza, in Serie B. Sigla il suo primo gol con i silani il 26 dicembre, fissando su calcio di rigore il definitivo pareggio per 1-1 nel derby contro il Catanzaro al 16' di recupero. Resta l'unica marcatura in una stagione conclusa con l'ultimo posto nel campionato cadetto e la retrocessione in serie C. 
Il 6 agosto 2025 viene ceduto in prestito annuale al Cesena, sempre in serie B.

### Nazionale
Nel 2022 ha esordito nella nazionale Under-20.

## Statistiche

### Presenze e reti nei club
Statistiche aggiornate al 13 maggio 2025.
| Stagione        | Squadra         | Campionato      | Campionato | Campionato | Coppe nazionali | Coppe nazionali | Coppe nazionali | Coppe continentali | Coppe continentali | Coppe continentali | Altre coppe | Altre coppe | Altre coppe | Totale | Totale |
| Stagione        | Squadra         | Comp            | Pres       | Reti       | Comp            | Pres            | Reti            | Comp               | Pres               | Reti               | Comp        | Pres        | Reti        | Pres   | Reti   |
| --------------- | --------------- | --------------- | ---------- | ---------- | --------------- | --------------- | --------------- | ------------------ | ------------------ | ------------------ | ----------- | ----------- | ----------- | ------ | ------ |
| 2020-2021       | Roma            | A               | 0          | 0          | CI              | -               | -               | UEL                | 0                  | 0                  | -           | -           | -           | 0      | 0      |
| 2021-gen. 2022  | Sampdoria       | A               | 10         | 0          | CI              | 2               | 0               | -                  | -                  | -                  |             | -           | -           | 12     | 0      |
| gen.-giu. 2022  | Sassuolo        | A               | 0          | 0          | CI              | 0               | 0               | -                  | -                  | -                  | -           | -           | -           | 0      | 0      |
| 2022-gen. 2023  | Frosinone       | B               | 13         | 0          | CI              | 1               | 0               | -                  | -                  | -                  | -           | -           | -           | 14     | 0      |
| gen.-giu. 2023  | Venezia         | B               | 6          | 0          | CI              | -               | -               | -                  | -                  | -                  | -           | -           | -           | 6      | 0      |
| 2023-2024       | Südtirol        | B               | 27         | 2          | CI              | 1               | 0               | -                  | -                  | -                  | -           | -           | -           | 28     | 2      |
| 2024-2025       | Cosenza         | B               | 30         | 1          | CI              | 1               | 0               | -                  | -                  | -                  | -           | -           | -           | 31     | 1      |
| 2025-2026       | Cesena          | B               | -          | -          | CI              | 1               | 0               | -                  | -                  | -                  | -           | -           | -           | 1      | 0      |
| Totale carriera | Totale carriera | Totale carriera | 86         | 3          |                 | 6               | 0               |                    | 0                  | 0                  |             | -           | -           | 92     | 3      |

### Cronologia presenze e reti in nazionale
| Cronologia completa delle presenze e delle reti in nazionale ― Italia under 20 | Cronologia completa delle presenze e delle reti in nazionale ― Italia under 20 | Cronologia completa delle presenze e delle reti in nazionale ― Italia under 20 | Cronologia completa delle presenze e delle reti in nazionale ― Italia under 20 | Cronologia completa delle presenze e delle reti in nazionale ― Italia under 20 | Cronologia completa delle presenze e delle reti in nazionale ― Italia under 20 | Cronologia completa delle presenze e delle reti in nazionale ― Italia under 20 | Cronologia completa delle presenze e delle reti in nazionale ― Italia under 20 |
| Data                                                                           | Città                                                                          | In casa                                                                        | Risultato                                                                      | Ospiti                                                                         | Competizione                                                                   | Reti                                                                           | Note                                                                           |
| ------------------------------------------------------------------------------ | ------------------------------------------------------------------------------ | ------------------------------------------------------------------------------ | ------------------------------------------------------------------------------ | ------------------------------------------------------------------------------ | ------------------------------------------------------------------------------ | ------------------------------------------------------------------------------ | ------------------------------------------------------------------------------ |
| 28-3-2022                                                                      | Sarpsborg                                                                      | Norvegia under 20                                                              | 0 – 5                                                                          | Italia under 20                                                                | Elite League Under-20                                                          | -                                                                              | 46’                                                                            |
| Totale                                                                         |                                                                                | Presenze                                                                       | 1                                                                              |                                                                                | Reti                                                                           | 0                                                                              |                                                                                |

| Cronologia completa delle presenze e delle reti in nazionale ― Italia under 18 | Cronologia completa delle presenze e delle reti in nazionale ― Italia under 18 | Cronologia completa delle presenze e delle reti in nazionale ― Italia under 18 | Cronologia completa delle presenze e delle reti in nazionale ― Italia under 18 | Cronologia completa delle presenze e delle reti in nazionale ― Italia under 18 | Cronologia completa delle presenze e delle reti in nazionale ― Italia under 18 | Cronologia completa delle presenze e delle reti in nazionale ― Italia under 18 | Cronologia completa delle presenze e delle reti in nazionale ― Italia under 18 |
| Data                                                                           | Città                                                                          | In casa                                                                        | Risultato                                                                      | Ospiti                                                                         | Competizione                                                                   | Reti                                                                           | Note                                                                           |
| ------------------------------------------------------------------------------ | ------------------------------------------------------------------------------ | ------------------------------------------------------------------------------ | ------------------------------------------------------------------------------ | ------------------------------------------------------------------------------ | ------------------------------------------------------------------------------ | ------------------------------------------------------------------------------ | ------------------------------------------------------------------------------ |
| 12-2-2020                                                                      | Clairefontaine-en-Yvelines                                                     | Francia under 18                                                               | 2 – 1                                                                          | Italia under 18                                                                | Amichevole                                                                     | -                                                                              | 74’                                                                            |
| Totale                                                                         |                                                                                | Presenze                                                                       | 1                                                                              |                                                                                | Reti                                                                           | 0                                                                              |                                                                                |